# Anna Lindhs Minnesfond
Anna Lindhs Minnesfond är en partipolitiskt obunden stiftelse grundad i september 2003 strax efter utrikesminister Anna Lindhs bortgång. Anna Lindhs Minnesfond stödjer personer och organisationer som enligt stiftelsen i Anna Lindhs anda bekämpar likgiltighet, fördomar, förtryck och orättvisor så att mänskliga rättigheterna efterlevs. Syftet med verksamheten är att bidra till att Lindhs gärning fortgår genom andra och att fler människor uppmuntras att verka i hennes anda. Verksamheten finansieras genom gåvor, främst från privatpersoner och organisationer.
Fonden vill bidra till samhällsdebatten rörande frågor som låg Lindh varmt om hjärtat. Av detta skäl anordnar man seminarier och föreläsningar om aktuella ämnen.

## Anna Lindh-priset
Minnesfonden delar sedan 2004 årligen ut Anna Lindh-priset till en person, organisation eller ett projekt som verkar i Sverige eller utomlands samt två Anna Lindh-stipendier avsedda att uppmuntra till fortsatt engagemang. Pris och stipendier delas ut vid en ceremoni i anslutning till Lindhs födelsedag den 19 juni. Priset och stipendierna syftar till att uppmuntra i första hand kvinnor och ungdomar som enligt stiftelsen i Anna Lindhs anda har modet att bekämpa likgiltighet, fördomar, förtryck och orättvisor så att människor kan leva ett gott liv i en miljö där de mänskliga rättigheterna efterlevs.

### Pristagare
- 2004: Amira Hass, journalist, Israel[4]
- 2005: Tostan, utbildningsprogram, Senegal[5]
- 2006: Tatsiana Revjaka, människorättsförsvarare, Vitryssland[6]
- 2007: Leonor Zalabata Torres, människorättsförsvarare, Colombia[7]
- 2008: Khin Ohmar, demokratiaktivist, Myanmar[8]
- 2009: Mohamed Nashid, president, Maldiverna[9]
- 2010: Jean Zaru, icke-våldsaktivist, Palestina[10]
- 2011: Centre for Liberian Assistance, Liberia[11]
- 2012: Center for Roma Initiatives, Montenegro[12]
- 2013: Madeleine Albright, utrikesminister, USA[13]
- 2014: Bochra Belhaj Hmida, människorättsförsvarare, Tunisien[14]
- 2015: Leslee Udwin, dokumentärfilmare, Storbritannien och Camila Salazar Atías, kriminolog, Sverige[15]
- 2016: Svitlana Zalisjtjuk, parlamentariker, Ukraina[16]
- 2017: Mina Dennert, författare och journalist, Sverige[17]
- 2018: Eren Keskin, människorättsadvokat, Turkiet[18]
- 2019: Cecilia Uddén, utrikeskorrespondent, Sverige[19]
- 2020: Mary James Gill, politiker, Pakistan[20]
- 2021: Olga Persson, statsvetare och debattör, Sverige[21]
- 2022: Najwa Alimi, journalist och Jamila Afghani, utbildningsaktivist, Sverige/Afghanistan[22]
- 2023: Svjatlana Tsichanoŭskaja, politiker, Belarus[23]
- 2024: Ingrid Carlberg, Författare, journalist och akademiledamot, Sverige
- 2025: Larysa Fesenko, rektor och ockupationsmotståndare, Ukraina